# Ceramologia

Profilo per lo studio e catalogazione di un recipiente della Cultura di Andronovo nel Kazakistan centrale.

La ceramologia è la scienza che studia la produzione di ceramica e di vasi di arredo legata alla disciplina dell'archeologia, dell'etnografia, della storia e della geografia. Comprende dai più sofisticati recipienti fino a oggetti semplici come mattoni o tegole, e poi altri possibili elementi decorativi architettonici. 
Considera anche il lavoro di vasi (elaborazione, trattamento delle superfici, cottura, modellatura) delle loro forme e funzionalità (tipologia) e delle tecniche di decorazione (stampigliatura, graffito, rilievo, brunito, incisione ed excisione, molato, smaltato, ecc.) applicate ai diversi esemplari fabbricati.
Come scienza ausiliare dell'archeologia si occupa di porre le basi della datazione delle ceramiche per stabilirne una cronologia. Contribuisce, attraverso analisi dei materiali utilizzati, come argille e sgrassanti, a definire l'origine geografica delle ceramiche e perciò l'estensione delle aree culturali e delle correnti economiche esistenti all'epoca della datazione.

## Terminologia
Il termine "ceramologia" è relativamente moderno. Una delle prime fonti ove è citata e quindi posta in relazione alla decorazione, è una citazione dell'esperto di ceramica W. Hamilton, che usò la parola ceramograf, tra il 1791 e il 1795.
Mezzo secolo dopo apparve nel titolo di un classico testo sulla ceramica greca, Élite des monuments céramographiques: matériaux por l'histoire des religions et des moeurs de l'antiquité rassemblés et commentés (Elite dei monumenti ceramografici : materiali per la storia delle religioni e sui costumi dell'antichità riassunti e commentati) di Charles Lenormant (1803-1859) e Jehan de Witte (1844-1861). In Spagna apparve riferita a Pedro de Madrazo, in un esteso articolo pubblicato sulla rivista Museo Espannol de Antigüedades, Nel quale si può leggere:
(Madrazo (1872), pp. 293-324)
.
A partire dal secolo XX, il vocabolo «ceramografo» sostituito da «ceramofilo», comparve in diverse pubblicazioni. 

## Ambiti di studio
In Occidente, oltre al lascito preistorico, hanno avuto spicco nella Storia antica:
- Ceramica egizia
- Ceramica cicladica
- Ceramica preellenica
  - Ceramica minoica
- Ceramica greca
  - Tipologia dei vasi greci
  - Ceramica protocorinzia
  - Ceramica a figure nere
  - Ceramica bilingue
  - Ceramica a figure rosse
- Ceramica iberica
- Ceramica romana
  - Ceramica sigillata
    - Ceramica sigillata italica
    - Ceramica sigillata gallica
    - Ceramica sigillata ispanica

Del periodo medievale si distingue la
- Ceramica andalusa

Nel variegato complesso della ceramica americana, si possono citare gruppi precolombiani come:
- Ceramica incaica
- Ceramica llolleo
- Ceramica aconcagua
- Ceramica diaghita